# Lijst van voetbalinterlands België - Tunesië
Deze lijst van voetbalinterlands is een overzicht van alle officiële voetbalwedstrijden tussen de nationale teams van België en Tunesië. De landen speelden tot op heden vier keer tegen elkaar. De eerste ontmoeting was een vriendschappelijke wedstrijd op 26 februari 1992 in Radès. Het laatste onderlinge duel, een groepswedstrijd tijdens het Wereldkampioenschap voetbal 2018, werd gespeeld op 23 juni 2018 in Moskou (Rusland).

## Wedstrijden
| № | Plaats  | Datum            | Competitie        | Wedstrijd        | Uitslag |
| - | ------- | ---------------- | ----------------- | ---------------- | ------- |
| 1 | Radès   | 26 februari 1992 | Vriendschappelijk | Tunesië − België | 2 − 1   |
| 2 | Oita    | 10 juni 2002     | WK 2002           | Tunesië − België | 1 − 1   |
| 3 | Brussel | 7 juni 2014      | Vriendschappelijk | België – Tunesië | 1 – 0   |
| 4 | Moskou  | 23 juni 2018     | WK 2018           | België – Tunesië | 5 − 2   |

## Samenvatting
| Competitie        | Totaal gespeeld | Winst België | Gelijk | Winst Tunesië | Doelsaldo België – Tunesië |
| ----------------- | --------------- | ------------ | ------ | ------------- | -------------------------- |
| WK-eindronde      | 2               | 1            | 1      | 0             | 6 − 3                      |
| Vriendschappelijk | 2               | 1            | 0      | 1             | 2 − 2                      |
| Totaal            | 4               | 2            | 1      | 1             | 8 − 5                      |

Wedstrijden bepaald door strafschoppen worden, in lijn met de FIFA, als een gelijkspel gerekend.

## Details

### Eerste ontmoeting
| Vriendschappelijk (Radès, Tunesië, 26 februari 1992): |              | |
| Tunesië | 2 – 1        | België |
| Lotfi Rouissi 31' Régis Genaux 75' (e.d.) | goals        | 58' Luis Oliveira |
| Mrad Moujab | bondscoach   | Paul Van Himst |
| Chokri El-Ouaer Ali Ben Neji 68' Taoufik Hichri Khaled Ben Yahia Mourad Okbi Samir Sellimi Mohamed Ali Mahjoubi Sirajeddine Chihi Mourad Gharbi Lotfi Rouissi Ziad Tlemcani | opstellingen | Michel Preud'homme Régis Genaux Dirk Medved 46' Pascal Plovie Vital Borkelmans Philippe Albert Franky Van der Elst 68' Bruno Versavel Marc Degryse Luis Oliveira 46' Francis Severeyns |
| Faouzi Rouissi 68' | wissels      | 46' Luc Nilis 46' Marc Wilmots 68' Johan Walem |
| | gele kaarten | ??' Francis Severeyns |
| - Debuut van Régis Genaux (Standard Luik) en Luis Oliveira (RSC Anderlecht) voor België.                                                                                    |              | |

### Tweede ontmoeting
| WK 2002 (Oita, Japan, 10 juni 2002): |              | |
| Tunesië | 1 – 1        | België |
| Raouf Bouzaiène 17' | goals        | 13' Marc Wilmots |
| Ammar Souayah | bondscoach   | Robert Waseige |
| Ali Boumnijel Khaled Badra Zied Jaziri 77' Hatem Trabelsi Hassen Gabsi 67' Kaies Ghodhbane Raouf Bouzaiène Riadh Bouazizi Radhi Jaïdi Slim Ben Achour Mourad Melki 88' | opstellingen | Geert De Vlieger Eric Deflandre Glen De Boeck 74' Timmy Simons Daniel Van Buyten Marc Wilmots Bart Goor 46' Gert Verheyen Peter Van der Heyden Yves Vanderhaeghe 46' Branko Strupar |
| Adel Sellimi 67' Ali Zitouni 77' Zoubeir Beya 88' | wissels      | 46' Wesley Sonck 46' Sven Vermant 74' Mbo Mpenza |
| Hassen Gabsi 22' Kaies Ghodhbane 43' Hatem Trabelsi 68' Mourad Melki 69'                                                                                               | gele kaarten | 40' Daniel Van Buyten |

### Derde ontmoeting
| Vriendschappelijk (Brussel, België, 7 juni 2014): |              | |
| België | 1 – 0        | Tunesië |
| Dries Mertens 89' | goals        | |
| Marc Wilmots | bondscoach   | Georges Leekens |
| Thibaut Courtois Toby Alderweireld 46' Vincent Kompany Daniel Van Buyten Jan Vertonghen Kevin Mirallas 62' Mousa Dembélé Marouane Fellaini 46' Steven Defour Eden Hazard 74' Divock Origi 62' | opstellingen | Farouk Ben Mustapha Syam Ben Youssef Aymen Abdennour Bilel Mohsni Hamza Mathlouthi 56' Khaled Korbi Issam Jemâa Stéphane Nater 90' Yassine Mikari 77' Fakhreddine Ben Youssef 71' Zouhaier Dhaouadi |
| Anthony Vanden Borre 46' Dries Mertens 46' Nacer Chadli 62' Romelu Lukaku 62' 90+2' Adnan Januzaj 74' Axel Witsel 90+2'                                                                       | wissels      | 56' Nidhal Said 71' Selim Ben Djemia 77' Hamza Younès 90' Chedi Hammami |
| Jan Vertonghen 45' Dries Mertens 90+1' | gele kaarten | 31' Aymen Abdennour 53' Khaled Korbi 83' Hamza Mathlouthi |
| | rode kaarten | 45', 63' Issam Jemâa |

### Vierde ontmoeting
| WK 2018 (Moskou, Rusland, 23 juni 2018): |              | |
| België | 5 – 2        | Tunesië |
| Eden Hazard 6' (pen.) Romelu Lukaku 16' Romelu Lukaku 45+3' Eden Hazard 51' Michy Batshuayi 90'                                                                                           | goals        | 18' Dylan Bronn 90+3' Wahbi Khazri |
| Roberto Martínez | bondscoach   | Nabil Maâloul |
| Thibaut Courtois Toby Alderweireld Jan Vertonghen Thomas Meunier Dedryck Boyata Axel Witsel Kevin De Bruyne Yannick Ferreira-Carrasco Eden Hazard 68' Dries Mertens 86' Romelu Lukaku 59' | opstellingen | Farouk Ben Mustapha 41' Syam Ben Youssef Yassine Meryah 24' Dylan Bronn Ali Maâloul Saîf-Eddine Khaoui Wahbi Khazri 59' Ferjani Sassi Ellyes Skhiri Fakhreddine Ben Youssef Anice Badri |
| Marouane Fellaini 59' Michy Batshuayi 68' Youri Tielemans 86' | wissels      | 24' Hamdi Nagguez 41' Yohan Benalouane 59' Naïm Sliti |
| | gele kaarten | 14' Ferjani Sassi |
| - België had ruim zestien jaar niet voor de rust van een WK-duel gescoord en 32 jaar geen strafschop benut op een WK-eindronde.                                                           |              | |

KBVB · A-internationals · Selecties · Statistieken · Bondscoaches · Belgisch vrouwenelftal · Olympisch elftal · België U21 · België U20 · België U19 · België U18 · België U17 · België U16 · Vrouwen U19 · Vrouwen U17
Albanië ·
Algerije ·
Andorra ·
Argentinië ·
Armenië ·
Australië ·
Azerbeidzjan ·
Bosnië en Herzegovina · 
Brazilië ·
Bulgarije ·
Burkina Faso ·
Canada ·
Chili ·
Colombia ·
Costa Rica ·
Cyprus ·
DDR ·
Denemarken ·
Duitsland ·
Egypte ·
El Salvador ·
Engeland ·
Estland ·
Faeröer ·
Finland ·
Frankrijk ·
Gabon ·
Gibraltar ·
Griekenland ·
Hongarije ·
Ierland ·
IJsland ·
Irak ·
Israël ·
Italië ·
Ivoorkust ·
Japan ·
Joegoslavië ·
Kazachstan ·
Kroatië · 
Letland ·
Litouwen ·
Luxemburg ·
Malta ·
Marokko ·
Mexico ·
Montenegro · 
Nederland ·
Noord-Ierland ·
Noord-Macedonië ·
Noorwegen ·
Oekraïne ·
Oostenrijk ·
Panama · 
Paraguay ·
Peru ·
Polen ·
Portugal ·
Qatar ·
Roemenië ·
Rusland ·
San Marino ·
Saoedi-Arabië ·
Schotland ·
Servië ·
Servië en Montenegro ·
Slovenië ·
Slowakije ·
Sovjet-Unie ·
Spanje ·
Tsjechië ·
Tsjecho-Slowakije ·
Tunesië · 
Turkije · 
Uruguay · 
Verenigde Staten · 
Wales · 
Wit-Rusland ·
Zambia · 
Zuid-Korea · 
Zweden · 
Zwitserland
Algerije (2014) ·
Argentinië (2014) · 
Brazilië (2018) · 
Canada (2022) · 
Denemarken (2021) · 
Engeland (2018, 1) · 
Engeland (2018, 2) · 
Finland (2021) · 
Frankrijk (1904) ·
Frankrijk (2018) · 
Ierland (2016) · 
Italië (2016) · 
Italië (2021) · 
Japan (2018) · 
Kroatië (2022) · 
Marokko (2022) · 
Nederland (1985) · 
Panama (2018) ·
Polen (1982) · 
Portugal (2021) · 
Rusland (2014) · 
Rusland (2021) · 
Sovjet-Unie (1982) · 
Tunesië (2018) · 
Verenigde Staten (2014) ·
West-Duitsland (1980) · 
Zuid-Korea (2014)
FTF · A-internationals · Selecties · Bondscoaches · Tunesisch vrouwenelftal · Olympisch elftal · Tunesië U21 · Tunesië U20 · Tunesië U19 · Tunesië U18 · Tunesië U17
1950 – 1959 · 
1960 – 1969 · 
1970 – 1979 · 
1980 – 1989 · 
1990 – 1999 · 
2000 – 2009 · 
2010 – 2019 ·
2020 − 2029
WK 1978 · 
WK 1998 · 
WK 2002 · 
WK 2006 · 
WK 2018
OS 1960 · 
OS 1988 · 
OS 1996 · 
OS 2004
1957 · 
1958 · 
1959 · 
1960 · 
1961 · 
1962 · 
1963 · 
1964 · 
1965 · 
1966 · 
1967 · 
1968 · 
1969 · 
1970 · 
1971 · 
1972 · 
1973 · 
1974 · 
1975 · 
1976 · 
1977 · 
1978 · 
1979 · 
1980 · 
1981 · 
1982 · 
1983 · 
1984 · 
1985 · 
1986 · 
1987 · 
1988 · 
1989 · 
1990 · 
1991 · 
1992 · 
1993 · 
1994 · 
1995 · 
1996 · 
1997 · 
1998 · 
1999 · 
2000 · 
2001 · 
2002 · 
2003 · 
2004 · 
2005 · 
2006 · 
2007 · 
2008 · 
2009 · 
2010 · 
2011 · 
2012 · 
2013 · 
2014 · 
2015 · 
2016 ·
2017 ·
2018 ·
2019 ·
2020 ·
2021 ·
2022 ·
2023 ·
2024
Algerije ·
Angola ·
Argentinië ·
Australië ·
Bahrein ·
België ·
Benin ·
Bosnië en Herzegovina ·
Botswana ·
Brazilië ·
Bulgarije ·
Burkina Faso ·
Burundi ·
Canada ·
Centraal-Afrikaanse Republiek ·
Chili ·
China ·
Colombia ·
Comoren ·
Congo-Brazzaville ·
Congo-Kinshasa ·
Costa Rica ·
Denemarken ·
Djibouti ·
Duitse Democratische Republiek ·
Duitsland ·
Egypte ·
Engeland ·
Equatoriaal-Guinea ·
Ethiopië ·
Finland ·
Frankrijk ·
Gabon ·
Gambia ·
Georgië ·
Ghana ·
Guinee ·
Ierland ·
IJsland ·
Irak ·
Iran ·
Italië ·
Ivoorkust ·
Japan ·
Joegoslavië ·
Jordanië ·
Kaapverdië ·
Kameroen ·
Kenia ·
Koeweit ·
Kroatië ·
Letland ·
Libanon ·
Liberia ·
Libië ·
Madagaskar ·
Malawi ·
Mali ·
Malta ·
Marokko ·
Mauritanië ·
Mauritius ·
Mexico ·
Mozambique ·
Namibië ·
Nederland ·
Nieuw-Zeeland ·
Niger ·
Nigeria ·
Noorwegen ·
Oeganda ·
Oekraïne ·
Oman ·
Oostenrijk ·
Panama ·
Peru ·
Polen ·
Portugal ·
Qatar ·
Roemenië ·
Rusland ·
Rwanda ·
Saoedi-Arabië ·
Sao Tomé en Principe ·
Senegal ·
Servië en Montenegro ·
Seychellen ·
Sierra Leone ·
Slovenië ·
Soedan ·
Somalië ·
Sovjet-Unie ·
Spanje ·
Swaziland ·
Syrië ·
Tanzania ·
Togo ·
Tsjaad ·
Turkije ·
Uruguay ·
Verenigde Arabische Emiraten ·
Verenigde Staten ·
Wales ·
Wit-Rusland ·
Zambia ·
Zimbabwe ·
Zuid-Afrika ·
Zuid-Jemen ·
Zuid-Korea ·
Zweden ·
Zwitserland
België (2018) ·
Engeland (2018) ·
Oekraïne (2006) ·
Panama (2018) ·
Saoedi-Arabië (2006) · 
Spanje (2006)